# Schleizer Kleinbahn PT 1 und PT 2
Die Personentriebwagen der Schleizer Kleinbahn PT 1 und PT 2 waren zweiachsige elektrische Triebwagen, die von 1930 bis 1969 auf der Schleizer Kleinbahn im Einsatz waren.

## Geschichte
Beim Bau der Bleilochtalsperre ab 1927 wurde für den Materialtransport eine Anschlussbahn benötigt. Die Anliegergemeinden nutzten diese Gelegenheit, den lange geplanten Bahnanschluss zu realisieren. 1926 wurde der Bau einer Kleinbahn von Schleiz nach Saalburg beschlossen. Die hierzu gegründete Schleizer Kleinbahn AG ließ eine öffentliche Eisenbahn bauen, die mit Gleichstrom von 1200 Volt Spannung und Oberleitung elektrifiziert wurde.
Der Gesamtverkehr wurde am 28. Juni 1930 eröffnet. Am 1. April 1949 wurde die Schleizer Kleinbahn der Deutschen Reichsbahn unterstellt. Zum 1. Juni 1969 wurde der elektrische Betrieb eingestellt.

## Fahrzeuge

Der PT 1 mit Beiwagen (um 1932–35)

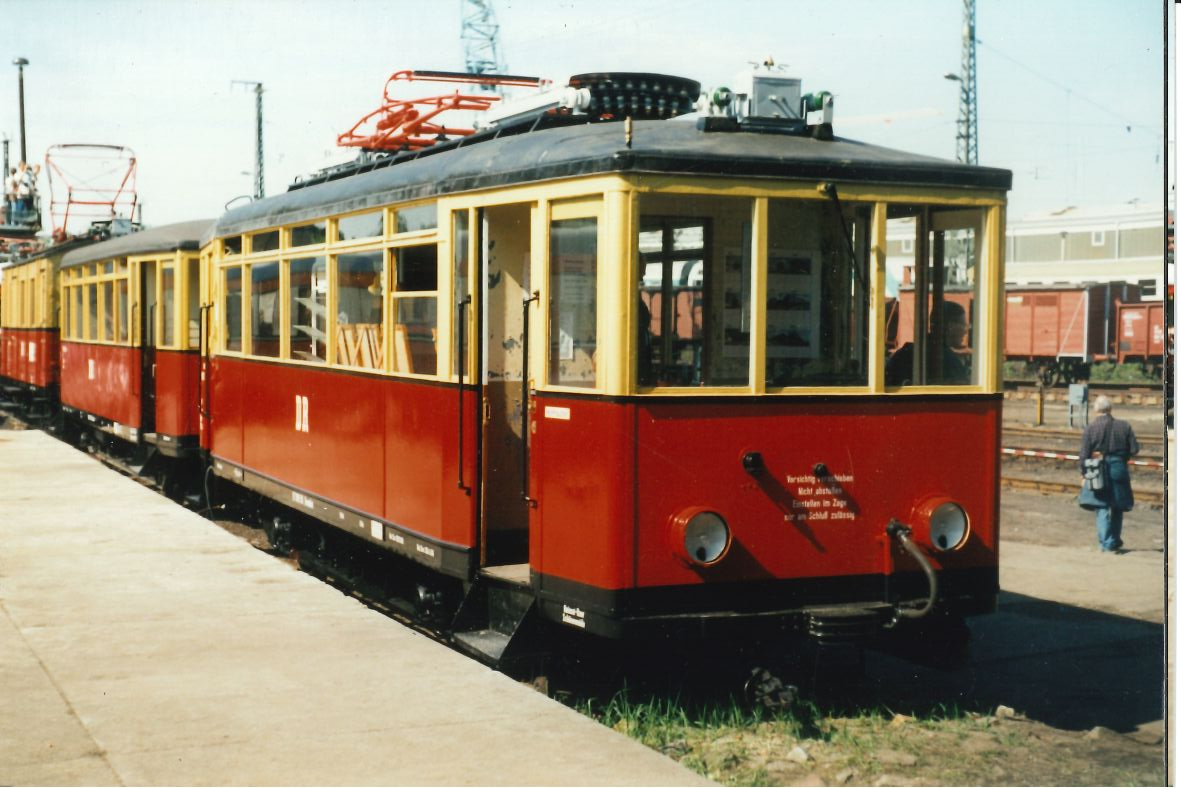
Die erhaltenen Triebwagen der Schleizer Kleinbahn

Der Waggonbau Weimar lieferte 1930 die zwei Personentriebwagen PT 1 und PT 2 und die vier typengleichen Beiwagen 1 bis 4, die über eine Albertkupplung gekuppelt werden konnten und über keine Seitenpuffer verfügten.
Die Triebwagen waren mit jeweils zwei Führerständen und Tatzlager-Antrieb ausgestattet.
Beim Bau des Triebwagens PT 2 konnten Dienst- und somit auch die Radsatzfahrmasse etwas reduziert werden.
Nach der Betriebsübernahme durch die Deutsche Reichsbahn wurden die Fahrzeuge umgezeichnet, die Triebwagen PT 1 und PT 2 wurden in die Baureihe ET 188.5 eingereiht und zum ET 188 511 und 512, die Beiwagen 1-4 zum EB 188 511 bis 514.
Nach dem Ende des elektrischen Betriebes gelangte der PT 1 mit dem Beiwagen Nr. 4 und dem Gepäcktriebwagen GT 1 zum Verkehrsmuseum Dresden, der Beiwagen Nummer 3 ist als Aufsetzwagen auf der Güterbühne der Steilstrecke der Oberweißbacher Bergbahn im Einsatz.